# Antonín Kozák
Antonín Kozák (28. března 1915 – 4. června 1984) byl český a československý politik a poúnorový bezpartijní poslanec Národního shromáždění ČSSR, Sněmovny lidu Federálního shromáždění a České národní rady.

## Biografie
Ve volbách roku 1964 byl zvolen do Národního shromáždění ČSSR za Východočeský kraj jako bezpartijní kandidát. V Národním shromáždění zasedal až do konce volebního období parlamentu v roce 1968.
K roku 1968 se profesně uvádí jako předseda JZD z obvodu Jičín.
Po federalizaci Československa usedl roku 1969 do Sněmovny lidu Federálního shromáždění (volební obvod Jičín), kde setrval do července 1971, kdy rezignoval na poslanecký post. Ve stejné době zasedal i v České národní radě.